# Lista över fornlämningar i Varbergs kommun (Karl Gustav)
Lista över fornlämningar i Varbergs kommun (Karl Gustav) är en förteckning av ett urval av de fornlämningar som finns i Karl Gustav i Varbergs kommun.
| Namn                         | Lämningstyp                 | Tillkomsttid | Historisk indelning        | Plats | Läge                 | ID-nr          | Bild                                      |
| ---------------------------- | --------------------------- | ------------ | -------------------------- | ----- | -------------------- | -------------- | ----------------------------------------- |
| Karl Gustav 2:1              | Grav markerad av sten/block |              | Karl Gustav, Västergötland |       | 57.241956, 12.574169 | 10146500020001 | Ladda upp en bild av detta fornminne      |
| Karl Gustav 2:2              | Stensättning                |              | Karl Gustav, Västergötland |       | 57.241856, 12.574508 | 10146500020002 | Ladda upp en bild av detta fornminne      |
| Karl Gustav 4:1              | Stensättning                |              | Karl Gustav, Västergötland |       | 57.252096, 12.555317 | 10146500040001 | Ladda upp en bild av detta fornminne      |
| Karl Gustav 6:1              | Hög                         |              | Karl Gustav, Västergötland |       | 57.249735, 12.554293 | 10146500060001 | Ladda upp en bild av detta fornminne      |
| Karl Gustav 8:1              | Hög                         |              | Karl Gustav, Västergötland |       | 57.256707, 12.564620 | 10146500080001 | Ladda upp en bild av detta fornminne      |
| Karl Gustav 9:1              | Stensättning                |              | Karl Gustav, Västergötland |       | 57.259936, 12.556604 | 10146500090001 | Ladda upp en bild av detta fornminne      |
| Karl Gustav 9:2              | Stensättning                |              | Karl Gustav, Västergötland |       | 57.259833, 12.556413 | 10146500090002 | Ladda upp en bild av detta fornminne      |
| Karl Gustav 9:3              | Stensättning                |              | Karl Gustav, Västergötland |       | 57.259757, 12.556270 | 10146500090003 | Ladda upp en bild av detta fornminne      |
| Karl Gustav 10:1             | Stensättning                |              | Karl Gustav, Västergötland |       | 57.260285, 12.555001 | 10146500100001 | Ladda upp en bild av detta fornminne      |
| Karl Gustav 11:1             | Röse                        |              | Karl Gustav, Västergötland |       | 57.262810, 12.558182 | 10146500110001 | Ladda upp en bild av detta fornminne      |
| Karl Gustav 12:1             | Stensättning                |              | Karl Gustav, Västergötland |       | 57.264746, 12.556671 | 10146500120001 | Ladda upp en bild av detta fornminne      |
| Karl Gustav 13:1             | Röse                        |              | Karl Gustav, Västergötland |       | 57.264589, 12.559205 | 10146500130001 | Ladda upp en bild av detta fornminne      |
| Karl Gustav 13:2             | Grav markerad av sten/block |              | Karl Gustav, Västergötland |       | 57.264509, 12.559317 | 10146500130002 | Ladda upp en bild av detta fornminne      |
| Karl Gustav 13:3             | Stensättning                |              | Karl Gustav, Västergötland |       | 57.264370, 12.558658 | 10146500130003 | Ladda upp en bild av detta fornminne      |
| Karl Gustav 14:1             | Stensättning                |              | Karl Gustav, Västergötland |       | 57.264224, 12.560478 | 10146500140001 | Ladda upp en bild av detta fornminne      |
| Karl Gustav 15:1             | Röse                        |              | Karl Gustav, Västergötland |       | 57.264474, 12.561569 | 10146500150001 | Ladda upp en bild av detta fornminne      |
| Karl Gustav 15:2             | Röse                        |              | Karl Gustav, Västergötland |       | 57.264246, 12.561454 | 10146500150002 | Ladda upp en bild av detta fornminne      |
| Stora Rör (Karl Gustav 18:1) | Röse                        |              | Karl Gustav, Västergötland |       | 57.275145, 12.563630 | 10146500180001 | Ladda upp en bild av detta fornminne      |
| Karl Gustav 19:1             | Röse                        |              | Karl Gustav, Västergötland |       | 57.265670, 12.558157 | 10146500190001 | Ladda upp en bild av detta fornminne      |
| Karl Gustav 22:1             | Hög                         |              | Karl Gustav, Västergötland |       | 57.267939, 12.561030 | 10146500220001 | Ladda upp en bild av detta fornminne      |
| Karl Gustav 23:1             | Röse                        |              | Karl Gustav, Västergötland |       | 57.266068, 12.560166 | 10146500230001 | Ladda upp en bild av detta fornminne      |
| Kyrkorör (Karl Gustav 24:1)  | Stensättning                |              | Karl Gustav, Västergötland |       | 57.259096, 12.549506 | 10146500240001 | Ladda upp en bild av detta fornminne      |
| Kyrkorör (Karl Gustav 24:2)  | Stensättning                |              | Karl Gustav, Västergötland |       | 57.259095, 12.549075 | 10146500240002 | Ladda upp en bild av detta fornminne      |
| Karl Gustav 25:1             | Röse                        |              | Karl Gustav, Västergötland |       | 57.261508, 12.552317 | 10146500250001 | Ladda upp en bild av detta fornminne      |
| Karl Gustav 27:1             | Stensättning                |              | Karl Gustav, Västergötland |       | 57.262769, 12.550144 | 10146500270001 | Ladda upp en bild av detta fornminne      |
| Karl Gustav 27:2             | Stensättning                |              | Karl Gustav, Västergötland |       | 57.262702, 12.550365 | 10146500270002 | Ladda upp en bild av detta fornminne      |
| Karl Gustav 31:1             | Stensättning                |              | Karl Gustav, Västergötland |       | 57.256126, 12.537266 | 10146500310001 | Ladda upp en bild av detta fornminne      |
| Karl Gustav 37:1             | Stensättning                |              | Karl Gustav, Västergötland |       | 57.269031, 12.561226 | 10146500370001 | Ladda upp en till bild av detta fornminne |
| Karl Gustav 44:1             | Röse                        |              | Karl Gustav, Västergötland |       | 57.262633, 12.514547 | 10146500440001 | Ladda upp en bild av detta fornminne      |
| Karl Gustav 47:1             | Stensättning                |              | Karl Gustav, Västergötland |       | 57.257151, 12.540905 | 10146500470001 | Ladda upp en bild av detta fornminne      |
| Karl Gustav 51:1             | Hällristning                |              | Karl Gustav, Västergötland |       | 57.267056, 12.554349 | 10146500510001 | Ladda upp en bild av detta fornminne      |
| Karl Gustav 52:1             | Hällristning                |              | Karl Gustav, Västergötland |       | 57.264166, 12.551078 | 10146500520001 | Ladda upp en bild av detta fornminne      |
| Karl Gustav 53:1             | Stensättning                |              | Karl Gustav, Västergötland |       | 57.262707, 12.554630 | 10146500530001 | Ladda upp en bild av detta fornminne      |
| Karl Gustav 56:1             | Stensättning                |              | Karl Gustav, Västergötland |       | 57.252262, 12.554342 | 10146500560001 | Ladda upp en bild av detta fornminne      |
| Karl Gustav 57:1             | Stensättning                |              | Karl Gustav, Västergötland |       | 57.252254, 12.559781 | 10146500570001 | Ladda upp en bild av detta fornminne      |